# Brazalete (tela)

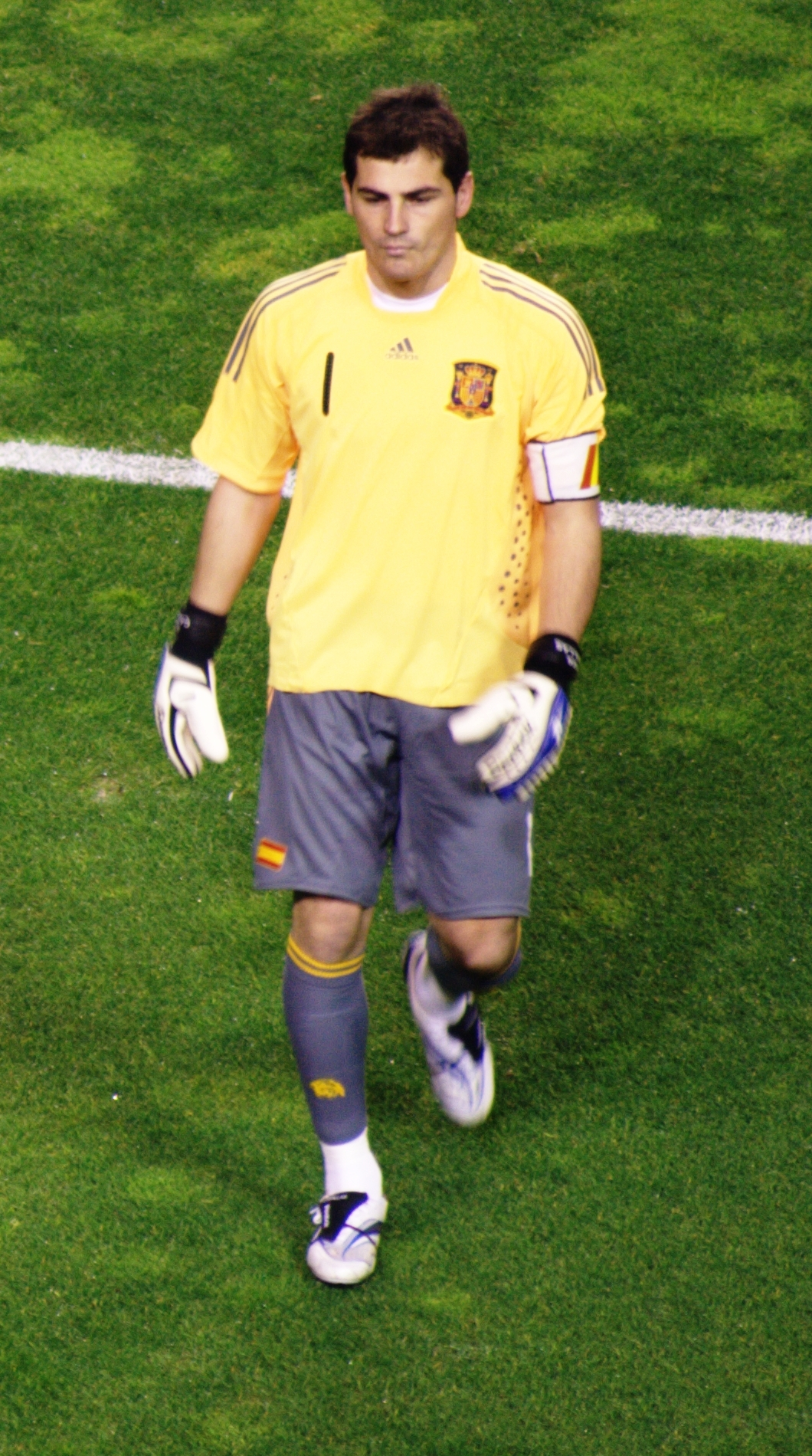
Iker Casillas con brazalete en el brazo izquierdo.

Un brazalete es un pedazo de tela que se lleva alrededor del brazo sobre la manga de la ropa para identificar al portador como perteneciente a un grupo, desempeñante de una cierta función o estando en un estado o una condición particular.
El brazalete puede utilizarse como parte de un uniforme militar. Los uniformes que responden a otros propósitos por ejemplo los de identificar a miembros de clubs, de sociedades o de equipos pueden también tener brazaletes para ciertos rangos o funciones. Un brazalete puede identificar un líder del grupo, el capitán del equipo o a una persona encargada de controlar o de organizar un acontecimiento.
Los brazaletes se utilizan a veces para indicar afiliaciones políticas o para identificar al portador con una ideología o un movimiento social.
En algunas culturas el llevar un brazalete negro significa que el portador está de luto o desea identificarse con el recuerdo de una o varias personas fallecidas especialmente si se trata de un colega o miembro del equipo. Este uso es particularmente común cuando un grupo o un equipo se reúne después de perder a un miembro.
En fútbol y otros deportes de equipo es común que los jugadores lleven brazaletes negros en el partido siguiente después de la muerte de un jugador o entrenador. Este acto puede también acompañarse por un minuto de silencio antes de comenzar el partido.